# Área de Proteção Ambiental da Serra do Barbado
A Área de Proteção Ambiental da Serra do Barbado é uma reserva ambiental situada na serra do mesmo nome e que faz parte da Chapada Diamantina, no estado brasileiro da Bahia.
Com uma área total de 63 652 hectares, ocupa terras dos municípios de Abaíra, Érico Cardoso, Jussiape, Piatã, Rio de Contas e Rio do Pires.

## Características
Dentro da área da APA estão dois dos mais elevados picos da ragião Nordeste: o Pico do Barbado de 2 033,33 metros de altitude, e o Pico do Itobira, de 1 930 metros.
Foi criado pelo Decreto estadual n° 2.183 de 7 de junho de 1993, tendo por órgão gestor o Instituto do Meio Ambiente e Recursos Hídricos (Inema). Além da Serra do Barbado, que lhe dá o nome, é composto por várias outras serras, todas integrantes do conjunto da Chapada Diamantina.
A área foi cortada pela Estrada Real, que levava o ouro das minas da Chapada ainda na época colonial, restando ainda vestígios de calçamentos de pedra partindo dos antigos sítios garimpeiros. Nos tempos atuais o cultivo do café e a produção de aguardente são característicos da indústria local.

## Biodiversidade local
A constituição escarpada do lugar traz uma zona de transição entre os biomas de caatinga, cerrado e de mata atlântica e, nos pontos mais altos, a presença de campos rupestres.
Esse ambiente diversificado é lar de várias espécies animais como variedades de primatas, felinos, veado catingueiro, raposas, mocós e tamamduá-mirim, além de aves como a espécie endêmica da Chapada Diamantina, o beija-flor-de-gravatinha-vermelha.
Estudos indicam também a existência de espécimes endêmicas da flora, desde bromeliáceas e orquídeas, como ainda de vioziáceas e melastomáceas.

## Hidrografia
Na região estão as nascentes de vários rios que desaguam nas bacias do Rio de Contas e do São Francisco, sendo portanto um divisor de águas, dos quais os mais importantes são o rio Brumado e o rio Paramirim.
Várias cachoeiras integram o lugar, fruto do terreno montanhoso e da grande profusão de nascentes, constituindo poços que formam paisagens de grande beleza. Dentre as principais quedas d'água estão a Cachoeira das Andorinhas e Mocotó e os poços da Michilânia e do Mocotó.

## Riscos e ameaças
Dentre as principais ameaças ao bioma estão o desmatamento, caça e tráfico de animais silvestres, práticas agrícolas predatórias, construções em áreas indevidas, descarte irregular de dejetos, etc.